# Saint-Aignan-de-Cramesnil
Saint-Aignan-de-Cramesnil est une ancienne commune française, située dans le département du Calvados en région Normandie, peuplée de 691 habitants. Le 1er janvier 2019, elle devient une commune déléguée du Castelet.

## Géographie
La commune se situe à 15 km au sud de Caen et à 25 km au nord de Falaise.

## Toponymie
Le nom du bourg est attesté sous la forme Sanctus Anianus de Crasso Mesnillo en 1417  (magni rotuli, p. 276).
L'hagiotoponyme Saint-Aignan fait référence à Aignan d'Orléans.
Le nom du hameau Cramesnil est attesté sous les formes Crassum Mesnillum en 1070, Crasmesnil en 1248 (charte de l’abbaye d’Aunay), Crassum Maisnillum au XIVe siècle (livre pelut de Bayeux). Du latin crassus (« gras » dans le sens de fertile), suivi de l'ancien français mesnil, dérivé du bas latin mansionile (« domaine »).
Au cours de la période révolutionnaire de la Convention nationale (1792-1795), la commune a porté le nom d'Aignan-le-Propre.

## Histoire
L'église a été la cible de bombardements en 1944.
Le 1er janvier 2019, elle fusionne avec Garcelles-Secqueville pour former la commune nouvelle du Castelet dont la création est actée par un arrêté préfectoral du 24 septembre 2018.

## Politique et administration
| Période                                  | Période       | Identité               | Étiquette | Qualité    |
| ---------------------------------------- | ------------- | ---------------------- | --------- | ---------- |
| ?                                        | mars 2001     | Marie-Jeanne Desetable |           |            |
| mars 2001                                | mars 2008     | Robert Delente         | DVG       |            |
| mars 2008                                | décembre 2018 | Pascal Lecœur          | SE        | Commerçant |
| Les données manquantes sont à compléter. |               |                        |           |            |

| Période      | Période  | Identité        | Étiquette | Qualité           |
| ------------ | -------- | --------------- | --------- | ----------------- |
| janvier 2019 | mai 2020 | Pascal Lecœur   | SE        | Commerçant        |
| mai 2020     | En cours | Florence Boulay |           | Maire du Castelet |

## Enseignement
Le 11 mai 2007, l'école maternelle a été baptisée du nom du photographe Yann Arthus-Bertrand.

## Démographie
En 2021, la commune comptait 691 habitants. Depuis 2004, les enquêtes de recensement dans les communes de moins de 10 000 habitants ont lieu tous les cinq ans (en 2008, 2013, 2018, etc. pour Saint-Aignan-de-Cramesnil) et les chiffres de population municipale légale des autres années sont des estimations.
| 1793 | 1800 | 1806 | 1821 | 1831 | 1836 | 1841 | 1846 | 1851 |
| ---- | ---- | ---- | ---- | ---- | ---- | ---- | ---- | ---- |
| 219  | 190  | 311  | 288  | 353  | 386  | 417  | 401  | 423  |

| 1856 | 1861 | 1866 | 1872 | 1876 | 1881 | 1886 | 1891 | 1896 |
| ---- | ---- | ---- | ---- | ---- | ---- | ---- | ---- | ---- |
| 427  | 426  | 430  | 426  | 412  | 389  | 374  | 400  | 391  |

| 1901 | 1906 | 1911 | 1921 | 1926 | 1931 | 1936 | 1946 | 1954 |
| ---- | ---- | ---- | ---- | ---- | ---- | ---- | ---- | ---- |
| 355  | 326  | 319  | 312  | 295  | 290  | 327  | 317  | 307  |

| 1962 | 1968 | 1975 | 1982 | 1990 | 1999 | 2008 | 2013 | 2018 |
| ---- | ---- | ---- | ---- | ---- | ---- | ---- | ---- | ---- |
| 330  | 337  | 363  | 332  | 325  | 361  | 496  | 536  | 632  |

| 2019 | - | - | - | - | - | - | - | - |
| ---- | - | - | - | - | - | - | - | - |
| 662  | - | - | - | - | - | - | - | - |

## Lieux et monuments

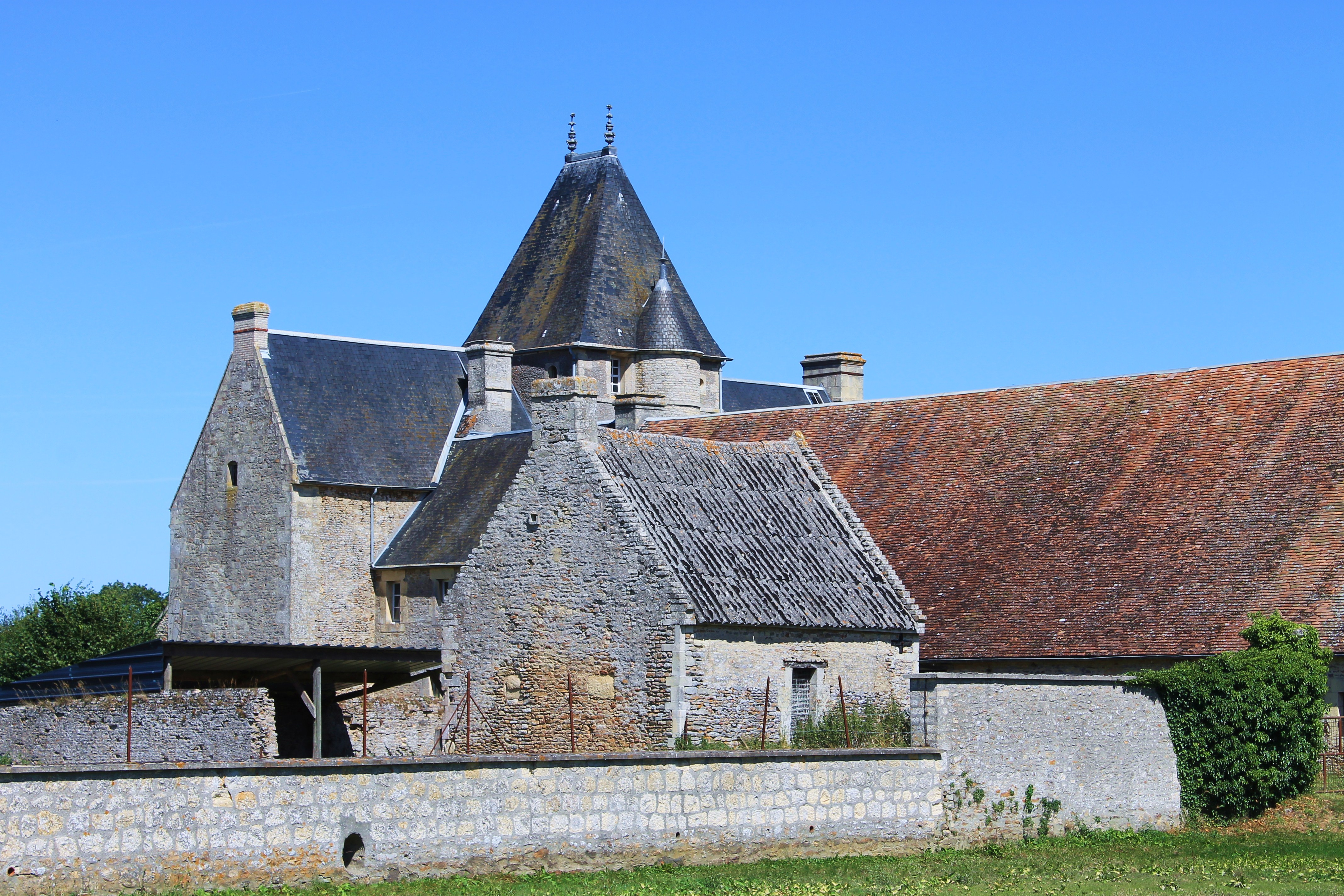
Le château de Cramesnil.

- Église Saint-Aignan dont le chœur (XIIIe siècle) fait l’objet d’une inscription au titre des monuments historiques depuis 14 janvier 1927[8].
- Ancien château de Cramesnil, dont la tour et les bâtiments contigus (XVIe et XVIIe siècles) font l’objet d’une inscription au titre des monuments historiques depuis 7 novembre 1932[9].
- Une partie du parc du château de Garcelles, site classé (SC, 09/09/1942), se trouve sur la commune de Saint-Aignan.

## Activité et manifestations
Le club photo de la commune est très actif. Il a terminé 1er du National Couleur en 2005, 1er de la Coupe de France Couleur en 2009 et 1er de la Coupe de France Noir et blanc en 2011 et 2013.